# Earl Tupper
Earl Silas Tupper (Berlin (New Hampshire), 28 juli 1907 – Costa Rica, 5 oktober 1983) is de uitvinder van Tupperware, luchtdicht afsluitbare kunststofbakjes voor voedselopslag.

## Biografie
Tupper werd geboren op een boerderij in de noordelijk gelegen Amerikaans staat New Hampshire. Na de middelbare school volgde hij een opleiding boomchirurgie en begon een bedrijf voor de aanleg en onderhoud van tuinen. Als gevolg van de depressie ging in 1936 zijn bedrijf failliet, waarna hij in dienst kwam van DuPont Chemical Company.
Bij DuPont ontwikkelde hij een proces om van polyethyleen – een bijproduct uit het raffinageproces van olie – een stevig, doorzichtig plastic te maken. In 1938 verliet hij DuPont en stichtte hij de Tupperware Plastics Company op voor de productie van onbreekbare, lichtgewicht kunststofproducten. Tijdens de Tweede Wereldoorlog produceerde Tupper onder andere onderdelen van gasmaskers.
Na de oorlog richtte Tupper zich op de consumentenmarkt met sigarettenhouders, watertanks en bewaardozen voor etenswaren. In 1946 introduceerde hij Tupper Plastics in de detailhandel, maar de verkoop liep matig. In de jaren 50 kwam hij met een marketingstrategie ontwikkeld door verkoopster Brownie Wise, de homeparty's bij mensen thuis. Dit concept werkte zo goed dat vanaf toen Tupperware niet meer in winkels werd verkocht, maar enkel via deze Tupperwareparty's.
In 1958 ontsloeg hij Wise en kort daarna verkocht hij het bedrijf voor 16 miljoen dollar aan Rexall Drug. Kort daarna scheidde hij van zijn vrouw, gaf zijn Amerikaans staatsburgerschap op om de belastingen te ontduiken en kocht een eiland in Centraal-Amerika. In 1983 overleed Tupper, een jaar voordat zijn patent op Tupperware afliep.